# Andrei Ptscheljakow
Andrei Wladimirowitsch Ptscheljakow (kasachisch Андрей Владимирович Пчеляков; * 19. Februar 1972 in Ust-Kamenogorsk, Kasachische SSR) ist ein ehemaliger kasachischer Eishockeyspieler.

## Karriere
Andrei Ptscheljakow begann seine Karriere als Eishockeyspieler in seiner Heimatstadt in der Nachwuchsabteilung von Torpedo Ust-Kamenogorsk, für dessen Profimannschaft er in der Saison 1991/92 sein Debüt in der Wysschaja Liga, der höchsten sowjetischen Spielklasse, gab. Anschließend spielte er drei Jahre lang mit der Mannschaft in deren Nachfolgewettbewerb Internationale Hockey-Liga. Zur Saison 1996/97 wechselte der Flügelspieler zum HK Awangard Omsk aus der russischen Superliga. Anschließend verbrachte er fünf Jahre bei dessen Ligarivalen Sewerstal Tscherepowez. Auch die Saison 2002/03 begann er zunächst bei Sewerstal, wechselte jedoch nach nur zwei Spielen zu Metallurg Nowokusnezk, wo er die Spielzeit beendete. Die folgende Spielzeit begann er beim SKA Sankt Petersburg und beendete sie bei seinem Ex-Verein Metallurg Nowokusnezk.
Von 2004 bis 2006 spielte Ptscheljakow je ein Jahr lang für den HK MWD Twer und Krylja Sowetow Moskau in der Wysschaja Liga, der zweiten russischen Spielklasse. Mit Letzterem erreichte er den Aufstieg in die Superliga. In der Saison 2006/07 bestritt er in der Superliga jeweils 22 Spiele für Krylja Sowetow sowie anschließend Amur Chabarowsk. Die Saison 2007/08 verbrachte der Kasache erneut bei Krylja Sowetow, das den direkten Wiederabstieg in die Wysschaja Liga nicht vermeiden konnte. Von 2008 bis 2010 trat er für den HK Homel in der belarussischen Extraliga an. Zuletzt verbrachte er die Saison 2010/11 bei den Extraliga-Teilnehmern Schinnik Babrujsk und Metallurg Schlobin. Anschließend beendete er im Alter von 39 Jahren seine Karriere.

### International
Für Kasachstan nahm Ptscheljakow an den C-Weltmeisterschaften 1993, 1994 und 1995 sowie den B-Weltmeisterschaften 1997 und 1999 teil. Zudem stand er im Aufgebot seines Landes bei den A-Weltmeisterschaften 2005 und 2006 sowie bei den Olympischen Winterspielen 1998 in Nagano und 2006 in Turin.

## Erfolge und Auszeichnungen
- 2006 Aufstieg in die Superliga mit Krylja Sowetow Moskau